# Чакавско наречие
Чакавското наречие (на хърватски: čakavsko narječje) е диалектна група в сърбохърватския език, разпространена в западните части на Хърватия.
То е една от трите основни диалектни групи в сърбохърватския – наред с кайкавската и щокавската, – които имат ограничена взаимна разбираемост и понякога са определяни като три самостоятелни езика. Трите форми дължат наименованията си на произношението на думата „какво“ (съответно като „ча“, „кай“ и „що“), но се различават и по много други характеристики.
Традиционно чакавските диалекти се говорят в Истрия, северната и централна част на Далмация, включително повечето острови в Адриатическо море, както и в някои съседни области. Смята се, че до XVI век те са разпространени в по-обширни области във вътрешността, достигащи до западните части на днешна Босна и Херцеговина. В началото на 20 век на това наречие са говорили 23% от хърватите, докато в началото на 21 век говорят едва 12%.
В миналото чакавските диалекти имат собствена книжовна норма – най-ранната за сърбохърватския език, известна още от XIII век, – която е преобладаваща в Далмация (с изключение на Дубровник) през XVI-XVII век.